# 뵈일라산

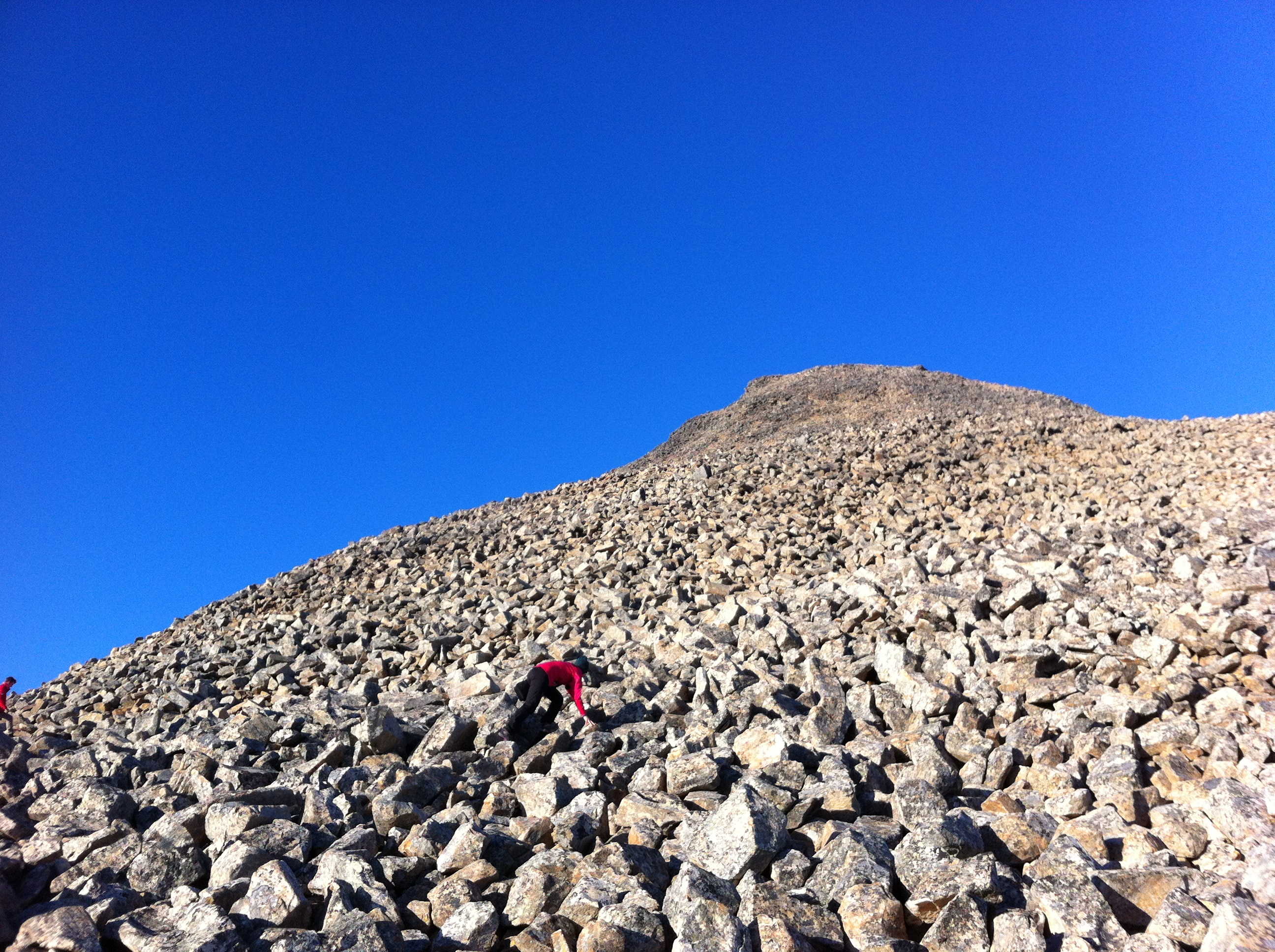
뵈일라1

뵈일라산(아이슬란드어: Baula)는 지질학적으로 이 산은 “관입(貫入)” (또는 지질학 용어로 “저반(底盤)” 즉 지구의 내부에서 표면으로 올라온 거대한 돌로 이루어진 것 지형) 형태를 갖추고 있다. 뵈일라 산은 거의 완벽한 형태의 솔방울 모양을 하고 있으며 근처에 자매산인 Litla-Baula가 위치하고 있다. 이에 더해 뵈일라 산과 Litla-뵈일라 산은 아이슬란드 내의 가장 아름다운 한 쌍의 산으로 일컬어진다. 이와 다른 좋은 예로는 “관입(貫入)” 형태의 산을 들 수 있다. 그 예로는 아이슬란드의 Snæfellsnes반도에 위치한 Mælifell산과 북부지방의 Mývatn 강 근처의 Hlíðarfjall를 들 수 있다.